# Grigor I. Mamikonjan
Grigor I. Mamikonjan (armenisch Գրիգոր Ա Մամիկոնյան, auch Gregor Mamikonjan I.) war Fürst von Armenien von 662 bis 685, in der Zeit der arabischen Herrschaft.

## Leben
Grigor war Sohn des Nacharar Davit Mamikonjan und Bruder von Hamasasp IV. Mamikonjan. Als Jugendlicher war er als Geisel in Damaskus, bis die armenischen Nacharar' und der Patriarch Narses III. der Erbauer 658 seine Rückkehr erwirken konnten, indem sie ihn dem Kalifen als Fürst an Stelle seines Bruders abforderten.
Muʿāwiya I. akzeptierte die Nominierung als Gouverneur, denn er hielt ihn für einen „guten Mann, ausgezeichnet durch seine Eigenschaften an Geist, Gerechtigkeit, Ruhe und Weichheit“. Seine Regierungszeit war friedlich und erfolgreich und er setzte seine Kräfte dazu ein, Kirchen zu bauen, und arbeitete aktiv mit den drei Patriarchen zusammen, die während seiner Regierungszeit die Armenische Apostolische Kirche führten: Anastas I. von Akorezi (Անաստաս Ա Ակոռեցի), Israjel I. Wotmsezi (Իսրայել Ա Ոթմսեցի) und Sahak G Dsoroporezi.
Grigor wird in der armenischen Geschichte dafür gefeiert, dass er die Reliquien von Gregor dem Erleuchter von Thordan nach Valarchapat überführte. Seine Frau Mariam, eine Prinzessin von Albania, erhielt von ihm einen Oberkiefer für ihren Neffen Varaz-Tirdat I. von Albania (680–699).
681, nach zwanzig friedvollen Jahren, zogen die Armenier, Iberer und Albanier Vorteil aus den Bürgerkriegen, die das Kalifat erschütterten, und revoltierten gegen die muslimische Herrschaft. Im vierten Jahr der Unabhängigkeit jedoch musste sich Grigor einer Offensive der Chasaren stellen, die ebenfalls von der Schwäche der Araber profitiert hatten, in Transkaukasien einfielen und den Norden Armeniens belagerten. Er wurde in einem Gefecht 685 getötet.
Sein Titel Fürst von Armenien ging über an Aschot II. Bagratuni, ein Mitglied der rivalisierenden Familie der Bagratouni.

## Nachkommen
Seine (zweite ?) Frau Helene († 670), Tochter von Varaz Grigor, dem Fürst von Albania, hinterließ keine Kinder.